# Eugène II. de Ligne

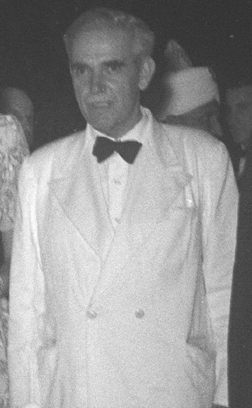
Eugène II. de Ligne

Eugène Frédéric Marie Lamoral (* 10. August 1893 auf Schloss Breuilpont, Frankreich; † 26. Juni 1960 in Belœil, Belgien), genannt Eugène II. de Ligne, 11. Fürst von Ligne, war ein belgischer Diplomat und Botschafter. Zusätzlich hatte er den Titel Fürst von Amblise und Epinoy und den Status Ritter des österreichischen Zweiges des Ordens vom Goldenen Vlies inne.

## Leben
Eugène war der 11. Fürst des Hauses Ligne, einem belgischen Hochadelsgeschlecht aus dem 11. Jahrhundert, das einst einen Landstrich zwischen Ath und Tournai, in der Nähe von Belœil, besessen hatte. Eugène war der Sohn von Ernest (* 1857; † 1937), dem 10. Fürst von Ligne, und Diane (* 1869; † 1950), Tochter von Roland (* 1843; † 1871), Marquis von Cossé-Brissac. Am 28. Februar 1917 heiratete Eugène in Paris Philippine de Noailles (* 1898; † 1991), Tochter von Madeleine Courval (* 1870; † 1944) und François de Noailles.
Nach seinem Studium der Philosophie und Literatur trat er 1920 zur Diplomatenprüfung an und bestand diese mit Auszeichnung. Während seines auswärtigen Dienstes erhielt er Akkreditierungen für Bukarest, Paris, Madrid, London und Washington. In den 1920er Jahren machte er mit einem Personenkraftwagen des Herstellers Packard eine Reise nach Indien. 1925 war Eugène mit seiner Frau in der belgischen Kolonie Ruanda. Im Jahr 1931 durchquerte er mit einer motorbetriebenen Expedition die Sahara, besuchte das ehemals belgische Kongo sowie Luba und reiste durch die Städte Khartum, Luxor, Kairo und Alexandria.
Mit dem Tod seines Vaters Ernest de Ligne 1937 wurde Eugène der 11. Fürst von Ligne.
Vor der Besetzung Belgiens durch den Westfeldzug der Wehrmacht im Jahr 1940 wurde ihm in Antwerpen das Kommando über eine motorisierte Abteilung gegeben. Darüber hinaus bewahrte Eugène II. in seinem Wohnsitz, dem Schloss Belœil, 26 jüdische Kinder vor der Deportation durch die Nationalsozialisten. Er soll bis zu 300 Juden Zuflucht gewährt haben. Seit 1975 führt ihn Yad Vashem als "Gerechter unter den Völkern"
Von 1947 bis 1951 war Eugène II. Botschafter in Neu-Delhi und von 1951 bis 1958 Botschafter in Madrid. Mit seiner Entsendung als Botschafter zu Francisco Franco nahm die belgische Regierung von Paul-Henri Spaaks Forderung Abstand, einen Botschafter erst zu entsenden, wenn Léon Degrelle ausgeliefert sei.

## Nachkommen
Eugène II. de Ligne und Philippine de Noailles hatten vier Kinder, davon zwei Jungen und zwei Mädchen:
1. Baudouin (* 1918; † 1985), 12. Fürst von Ligne
2. Isabelle Marie Françoise Diane (* 1921; † 2000) ⚭ Carlos von Saavedra und Ozores (* 1912; † 2004), Marqués von Villalobar und Guimarey
3. Yolande Marie Jeanne Charlotte de Ligne (* 1923) ⚭  Karl Ludwig (* 1918; † 2007), Erzherzog von Österreich
4. Antoine (* 1925; † 2005), 13. Fürst von Ligne ⚭ Fürstin Alix Marie von Luxemburg (* 1929)
  1. Michel (* 1951), derzeit 14. Fürst von Ligne